# Mike and the Mechanics
Mike and the Mechanics – brytyjska grupa rockowo-popowa stworzona przez Mike'a Rutheforda, gitarzystę i basistę Genesis, w 1985 roku.
Grupie Mike & the Mechanics największy sukces przyniosły jej dwa pierwsze albumy („Mike + the Mechanics” z 1985 roku oraz „The Living Years” z 1988), z których pochodzą m.in. utwory „Silent Running” i „The Living Years”. W skład zespołu wchodzą także Paul Carrack – wokalista, klawiszowiec i gitarzysta, Adrian Lee – klawiszowiec, Peter Van Hooke – perkusista.
Po śmierci wokalisty Paula Younga (chodzi o wcześniejszego wokalistę zespołu Sad Café, urodzonego w 1947 roku – nie mylić z innym brytyjskim wokalistą o tym samym nazwisku) w roku 2000, zespół zawiesił działalność, by powrócić w 2004 pod nazwą „Mike & the Mechanics featuring Paul Carrack”, jednak po niedługim czasie rozwiązał się. W 2010 zespół został reaktywowany w nowym składzie. Od tego czasu tworzą go Mike Rutherford, wokaliści Andrew Roachford i Tim Howar, dotychczasowy perkusista koncertowy Gary Wallis, klawiszowiec Luke Juby i były muzyk koncertowy Genesis, grający na gitarze i basie Anthony Drennan.

## Skład

### Obecni członkowie
- Mike Rutherford – gitary i basy, wokal wspierający (1985-2004, 2010-)
- Andrew Roachford – śpiew, instrumenty klawiszowe (2010-)
- Tim Howar – śpiew (2010-)
- Luke Juby – instrumenty klawiszowe, gitara basowa, saksofon, wokal wspierający (2010-)
- Anthony Drennan – gitary i basy (2010-)
- Gary Wallis – perkusja (oficjalnie 2010 -, koncertowo i sesyjnie 1995-2004)

### Byli członkowie
- Paul Carrack – śpiew, instrumenty klawiszowe, gitara basowa (tylko na żywo) (1985-2004)
- Paul Young -  śpiew, instrumenty perkusyjne, bas (tylko na żywo), (1985-2000)
- Adrian Lee – instrumenty klawiszowe (1985-1995)
- Peter Van Hooke – perkusja (1985-1995, koncertowo 2004)

### Muzycy koncertowi
- Ashley Mulford – gitara, bas (1986)
- Tim Renwick – gitary i basy, wokal wspierający (1988–1996)
- Jamie Moses – gitary i basy, wokal wspierający (1999–2004)
- Rupert Cobb – instrumenty klawiszowe (2004)
- Owen Paul – wokal wspierający (2004)
- Abbie Osmon – wokal wspierający (2004)
- Ben Stone – perkusja (2012)
- Phillipp Groysboeck – perkusja (2016)
- Nic Collins – perkusja (2023)[2][3]

## Dyskografia

### Albumy
- 1985 Mike + The Mechanics
- 1988 The Living Years
- 1991 Word of Mouth
- 1995 Beggar on a Beach of Gold
- 1996 Hits
- 1999 M6
- 2004 Rewired (jako Mike & the Mechanics featuring Paul Carrack)
- 2011 The Road
- 2017 Let me Fly
- 2019 Out of the Blue[4]

### Single
| 1985                           | „Silent Running (On Dangerous Ground)” | 21 | 6  | 8  | 8  | Mike + The Mechanics      |
| 1986                           | „All I Need Is a Miracle”              | 53 | 5  | 10 | 26 | Mike + The Mechanics      |
| 1986                           | „Taken In”                             | —  | 32 | 39 | —  | Mike + The Mechanics      |
| 1988                           | „Nobody's Perfect”                     | 80 | 63 | —  | —  | Living Years              |
| 1989                           | „The Living Years”                     | 2  | 1  | 1  | 13 | Living Years              |
| 1989                           | „Seeing Is Believing”                  | —  | 62 | 46 | —  | Living Years              |
| 1989                           | „Nobody Knows”                         | 81 | —  | —  | —  | Living Years              |
| 1989                           | „Revolution”                           | —  | —  | 82 | —  | Rude Awakening Soundtrack |
| 1991                           | „Word of Mouth”                        | 13 | 78 | 36 | 27 | Word of Mouth             |
| 1991                           | „A Time and Place”                     | 58 | —  | —  | —  | Word of Mouth             |
| 1991                           | „Everybody Gets a Second Chance”       | 56 | —  | 21 | 51 | Word of Mouth             |
| 1995                           | „Over My Shoulder”                     | 12 | —  | 22 | 44 | Beggar on a Beach of Gold |
| 1995                           | „A Beggar on a Beach of Gold”          | 33 | —  | —  | 64 | Beggar on a Beach of Gold |
| 1995                           | „Mea Culpa”                            | —  | —  | 45 | —  | Beggar on a Beach of Gold |
| 1995                           | „Another Cup of Coffee”                | 65 | —  | 53 | 61 | Beggar on a Beach of Gold |
| 1996                           | „All I Need Is a Miracle '96”          | 27 | —  | —  | 81 | Hits                      |
| 1996                           | „Silent Running '96”                   | 61 | —  | —  | —  | Hits                      |
| 1999                           | „Now That You've Gone”                 | 35 | —  | —  | 64 | M6                        |
| 1999                           | „Whenever I Stop”                      | 73 | —  | —  | —  | M6                        |
| „—” pozycja nie była notowana. |                                        |    |    |    |    |                           |